# 施瓦弗登
施瓦弗登是德国下萨克森州的一个市镇。总面积25.96平方公里，总人口1446人，其中男性749人，女性697人（2011年12月31日），人口密度56人/平方公里。